# Antoine Antoine de Saint-Gervais
Antoine Antoine de Saint-Gervais, né en  1776 et mort en 1836, est un écrivain français : « habile compilateur » de récits maritimes, de textes édifiants pour la jeunesse, et de livres d'histoire pour l'éducation, « il manifeste une parfaite souplesse face aux régimes successifs » qu'il traverse.

## Principaux ouvrages
- Le jeune âge de Napoléon, ou traits caractéristiques des premières années de ce grand homme (édité sous l'Empire).
- Le jeune âge des Bourbons, ou anecdotes remarquables de leur enfance, depuis Henri IV jusqu’à nos jours (1815).
- Histoire de Sa Majesté Louis XVIII, 1816.
- Histoire des émigrés français, 1828.
- Preuves authentiques de la mort du jeune Louis XVII, 1831.
- Les Petits artisans devenus hommes célèbres, 1835.
- L'École de la vertu ou Récits de belles histoires contemporaines, 1836.

## Sources
- Christian Amalvi, Répertoire des auteurs, La Boutique de l'histoire, 2001, 17-18 p..
- Isabelle Havelange, « Des femmes écrivent l’histoire. Auteurs féminins et masculins des premiers livres d’histoire pour la jeunesse (1750-1830) », Histoire de l’éducation, no 114,‎ 2007, p. 25-51 (lire en ligne).